# Exocelina gaulorum
Exocelina gaulorum är en skalbaggsart som beskrevs av Wewalka, Balke och Lars Hendrich 2010. Exocelina gaulorum ingår i släktet Exocelina och familjen dykare. Inga underarter finns listade i Catalogue of Life.